# Сым (село)
Сым — село в Енисейском районе Красноярского края России, административный центр и единственный населённый пункт Сымского сельсовета. Расположено на берегу реки Сым в 500 км от центра муниципального района, города Енисейска.

## Население
| 2010 | 2012 | 2013 | 2014 | 2015 | 2016 | 2017 |
| ---- | ---- | ---- | ---- | ---- | ---- | ---- |
| 179  | ↘174 | ↗176 | ↗179 | ↘175 | ↗179 | ↘171 |

В 2009 году население насчитывало 140 чел., в том числе 22 эвенка (16 %) и 17 (12 %) кетов. Большинство остальных жителей Сыма — выходцы из старообрядческих семей.
По результатам переписей постоянное население составляло 143 человек в 2002 году (73 % русские).

## Климат
Климат резко континентальный с низкими зимними температурами, застоем холодного воздуха в долинах рек и котловинах. В зимнее время над поверхностью формируется устойчивый Сибирский антициклон, обусловливающий ясную и морозную погоду со слабыми ветрами. Континентальность климата обеспечивает быструю смену зимних холодов на весеннее тепло. Однако низменный рельеф способствует проникновению арктического антициклона. Его действие усиливается после разрушения сибирского антициклона с наступлением теплого периода. Поэтому до июня бывают заморозки. Средние многолетние значения минимальных температур воздуха в самые холодные месяцы — январь и февраль — составляет −25…-27°С, а абсолютный минимум достигает −53…-59°С. Средние из максимальных значений температуры для наиболее теплого месяца (июля) на всем протяжении долины колеблются в пределах 24—25 °С, а абсолютные максимумы температур в летние месяцы достигают значений в 36—39 °С. Зима продолжительная. Период со средней суточной температурой ниже −5° на всей протяженности составляет около 5 месяцев (с ноября по март). Ниже 0° — около полугода. Продолжительность безморозного периода в рассматриваемом районе составляет 103 дня, при этом первые заморозки наблюдаются уже в начале сентября. Последние заморозки на поверхности почвы могут наблюдаться в мае.